# Maximiliano Córdoba
Maximiliano Jonathan Córdoba Borges (Montevideo, Uruguay, 17 de diciembre de 1990) es un futbolista uruguayo. Juega de delantero y su actual equipo es el Danubio Fútbol Club de la Primera División Profesional de Uruguay.

## Selección nacional
Ha sido internacional con la Selección Sub-20 de Uruguay en el Campeonato Sudamericano Sub-20 de 2009 en Venezuela.

## Clubes
| Club                  | País    | Año         |
| --------------------- | ------- | ----------- |
| Liverpool Fútbol Club | Uruguay | 2008 - 2010 |
| River Plate           | Uruguay | 2011 - 2012 |
| Danubio Fútbol Club   | Uruguay | 2012 - 2013 |
| Boston River          | Uruguay | 2013 - 2014 |
| Danubio Fútbol Club   | Uruguay | 2014 -      |

- Datos: Q9030762